# Lage Vaartoever
De Lage Vaartoever is een brede groenstrook met populieren langs de Lage Vaart in Almere Buiten. De vaart markeert de randen van Almere Buiten en Almere Stad. In dit park liggen volkstuinen en stadsweiden.
Beatrixpark ·
Beginbos ·
Bos der Onverzettelijken ·
Cascadepark ·
Den Uylpark ·
Ebenezer Howardpark ·
Hannie Schaftpark ·
Homeruspark ·
Stadslandgoed de Kemphaan ·
Kromslootpark ·
Lage Vaartoever ·
Laterna Magikapark ·
Leeghwaterplas ·
Lumièrepark ·
Meridiaanpark ·
Muzenpark ·
Noorderleede Oever ·
Oostelijke Groene Wig ·
Overgooische Zoom ·
Polderpark ·
Vroege Vogelbos ·
Westelijke Groene Wig